# Liboňov
Liboňov (německy Liesdorf) je vesnice, část obce Telnice v okrese Ústí nad Labem, na východě Ústeckého kraje. Nachází se asi 0,5 kilometru západně od Telnice. Liboňov je také název katastrálního území o rozloze 1,61 km².

## Historie
První písemná zmínka o vesnici pochází z roku 1384. Obec byla založena jako lesní lánová ves.

## Obyvatelstvo
Při sčítání lidu v roce 1921 ve vsi žilo 136 obyvatel (z toho 68 mužů), z nichž bylo devět Čechoslováků, 125 Němců a dva cizinci. Až na jednoho evangelíka a dva lidi bez vyznání se hlásili k římskokatolické církvi. Podle sčítání lidu z roku 1930 měla vesnice 180 obyvatel: šestnáct Čechoslováků, 158 Němců, jednoho příslušníka jiné národnosti a pět cizinců. Většina (168 osob) se hlásila k římskokatolické církvi, ale žilo zde také sedm evangelíků, jeden člen církve československé, jeden příslušník nezjišťovaných církví a tři lidé bez vyznání.
|                                                                               | 1869 | 1880 | 1890 | 1900 | 1910 | 1921 | 1930 | 1950 | 1961 | 1970 | 1980 | 1991 | 2001 | 2011 | 2021 |
| ----------------------------------------------------------------------------- | ---- | ---- | ---- | ---- | ---- | ---- | ---- | ---- | ---- | ---- | ---- | ---- | ---- | ---- | ---- |
| Obyvatelé                                                                     | 83   | 66   | 81   | 70   | 100  | 136  | 180  | 62   | 61   | 35   | 40   | 40   | 43   | 50   | 75   |
| Domy                                                                          | 17   | 14   | 18   | 19   | 19   | 19   | 23   | 24   | —    | 10   | 10   | 18   | 14   | 16   | 16   |
| Počet domů z roku 1961 je zahrnut v celkovém počtu domů místní části Telnice. |      |      |      |      |      |      |      |      |      |      |      |      |      |      |      |

## Pamětihodnosti
- Ústecká hvězdárna